# Cmentarz ewangelicki w Augustówku (Warszawa)

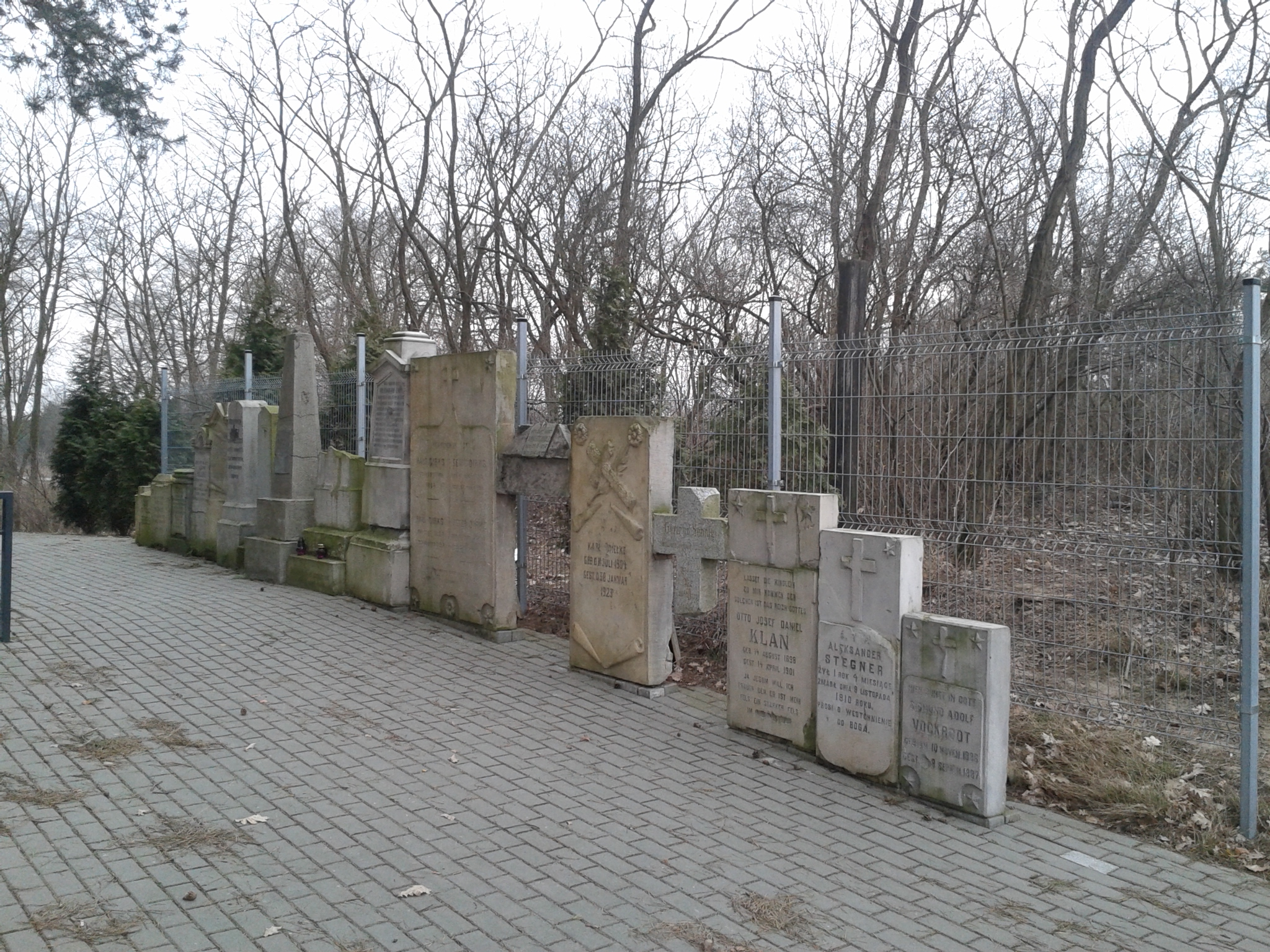
Lapidarium przy cmentarzu ewangelickim przy ul. Ruskowy Bród

Cmentarz ewangelicki w Augustówku – cmentarz ewangelicki położony na terenie warszawskiej dzielnicy Białołęka przy skrzyżowaniu ulic Mańkowskiej i Ruskowego Brodu.

## Opis
Cmentarz powstał jako miejsce spoczynku osadników niemieckich z okolic wsi Augustówek, stanowiącej część dzisiejszej warszawskiej dzielnicy Białołęka. Niemieccy osadnicy zamieszkiwali te tereny do 1941, kiedy to zostali przesiedleni przez władze okupacyjne, najprawdopodobniej na Pomorze, co wiązało się z zamknięciem cmentarza. W 2012 przy ul. Ruskowy Bród utworzono lapidarium z płytami nagrobnymi z kilku ewangelickich cmentarzy Białołęki. 
Od 2012 cmentarz ujęty jest w gminnej ewidencji zabytków.